# Souris (circonscription saskatchewanaise)
Pour les articles homonymes, voir Souris (homonymie).
Circonscription électorale provinciale du Canada
Souris est une ancienne circonscription électorale provinciale de la Saskatchewan au Canada. Elle est représentée à l'Assemblée législative de la Saskatchewan de 1905 à 1934.
Issue des 25 premières circonscriptions de la nouvelle province de la Saskatchewan en 1905, elle est abolie avant les élections provinciales de 1934.

## Géographie
Le territoire de la circonscription est maintenant représenté par Estevan et Cannington

## Liste des députés
| Parlement                                                      | Années    | Député                 | Député                   | Parti                  |
| Souris                                                         | Souris    | Souris                 | Souris                   | Souris                 |
| -------------------------------------------------------------- | --------- | ---------------------- | ------------------------ | ---------------------- |
| 1re                                                            | 1905–1908 |                        | James Thomas Brown (en)  | Provincial Rights (en) |
| 2e                                                             | 1908–1912 | Archibald Riddell (en) |                          | Provincial Rights (en) |
| 3e                                                             | 1912-1917 |                        | Richard Forsyth          | Libéral                |
| 4e                                                             | 1917–1921 |                        | William Oliver Fraser    | Conservateur           |
| 5e                                                             | 1921–1925 | John Patrick Gordon    |                          | Conservateur           |
| 6e                                                             | 1925–1929 |                        | Jesse Pickard Tripp (en) | Libéral                |
| 7e                                                             | 1929–1934 |                        | William Oliver Fraser    | Conservateur           |
| Circonscription fusionnée à Estevan pour former Souris-Estevan |           |                        |                          |                        |